# Cygnet, Ohio
Cygnet är en ort i Wood County i delstaten Ohio, USA.